# Дунай-Драва (національний парк)
Дунай-Драва (угор. Duna-Dráva Nemzeti Park) — національний парк на півдні Угорщини, в Південно-Задунайському краї, в медьє Шомодь,  Бараня і Толна. Територія парку не суцільна, а складається з 21 області, розкиданих на великій площі, головним чином, вздовж течії Дунаю і Драви, а також в межиріччі цих річок. Сумарна площа територій парку — 494,79 км². Найцінніші природні регіони в межиріччі Драви і Дунаю ставилися під природоохоронний контроль починаючи з 1962 р., національний парк був заснований в 1996 р.

## Примітні території

### Геменц
Заплавний лісовий масив на правому березі Дунаю на південний схід від Сексарду, на північний схід від Мохачу, навпроти міста Байя. На території Геменцю організований зоологічний заповідник, що входить до складу національного парку.
Геменц порізаний рукавами, бічними протоками і старицями Дунаю і його припливу Шіо. Багато з них мають надзвичайно звивисту форму і утворюють велику кількість островів.
У заповіднику організовано демонстраційну зону Таплош-Гога на мисі між Шіо і однією з дунайських стариць. Експозиція виставок реконструює традиційний спосіб життя угорських селян цього регіону. Тут також можна побачити традиційні угорські породи домашніх тварин.
Багатий тваринний світ Геменця — тут мешкає безліч диких тварин, особливо птахів — орли, чаплі, лелеки та ін.

### Долина Драви
Драва протікає по території Південно-Задунайського краю понад 150 км. У багатьох місцях вона утворює тут кордон з Хорватією, іноді заходить цілком на угорську або хорватську територію. На відміну від інших великих річок Угорщині — Дунаю і Тиси, Драву практично не спрямляли, тут не проводилися гідротехнічні роботи, що дозволило зберегтися на її берегах ділянкам первозданної природи, багато з яких включено до складу парку. На багатьох ділянках Драва утворює численні стариці, бічні протоки та острови.
На берегах ростуть вільха, ясен, бук; стариці і бічні рукави річки поросли  верболозом. У обривах берегів гніздяться ластівки, рибалочки і бджолоїдки. Річка віграє велику роль для перелітних водоплавних птахів, на початку весни на Драві їх можна побачити тисячами.

### Ліс Ланкоці

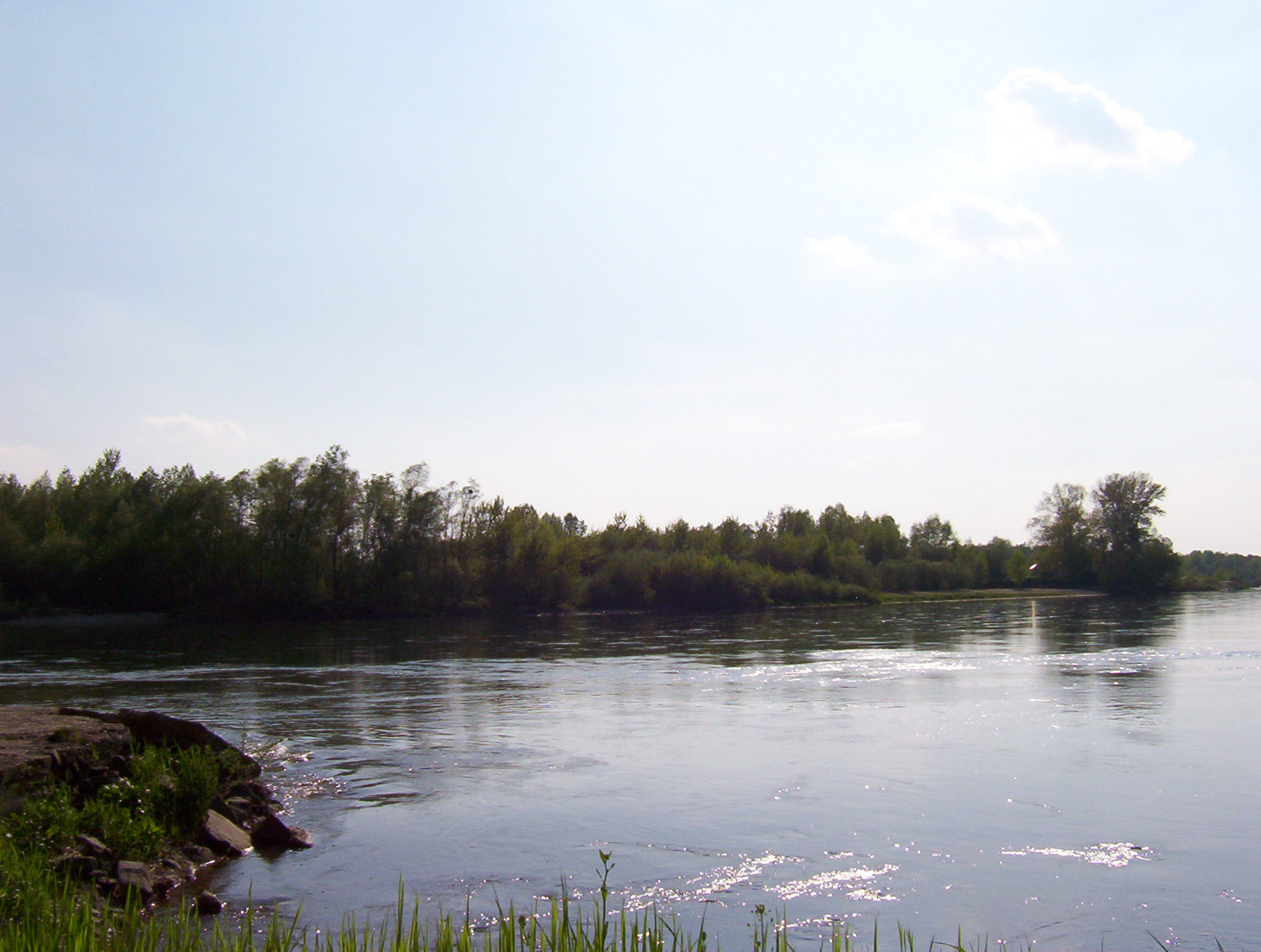
Драва в медьє Шомодь

Тягнеться від Візвару на північний захід, паралельно Драві. Серед представлених дерев — дуб, в'яз, ясен з підліском з чагарників і ліан. Ліс під час паводків регулярно затоплюється.

### Барчській ліс
Барчський  ялівцевий ліс йде від Драви на північ східніше від міста Барч. Багата флора і фауна.

### Мечек і печера Абалігет
На північ від  Печу знаходиться горбистий лісовий район Мечек, багато частин якого знаходяться під охороною. Найвідомішою пам'яткою Мечека є печера Абалігет, відкрита для відвідування. Печера була утворена розмиванням гірських порід підземним струмком. У печері живуть охоронювані види кажанів.

## Ресурси Інтернету
- A Duna-Dráva Nemzeti Park honlapja [Архівовано 17 січня 2010 у Wayback Machine.]
- Офіційна сторінка парку  (угор.) (англ.)
- Стаття про парк на сайті «Угорщина зсередини» (рос.)
- Duna-Dráva Nemzeti Park leírása [Архівовано 24 травня 2014 у Wayback Machine.]